# Schlacht bei Craonne
Frühjahrsfeldzug 1813
Lüneburg – Möckern – Halle – Großgörschen – Gersdorf – Bautzen – Reichenbach – Nettelnburg – Haynau – Halberstadt – Luckau
Herbstfeldzug 1813

Großbeeren – Katzbach – Dresden – Hagelberg – Kulm – Dennewitz – Göhrde – Altenburg – Wittenberg – Wartenburg – Liebertwolkwitz – Leipzig – Torgau – Hanau – Hochheim – Danzig
Winterfeldzug 1814

Épinal – Colombey – Brienne – La Rothière – Champaubert – Montmirail – Château-Thierry – Vauchamps – Mormant – Montereau – Bar-sur-Aube – Soissons – Craonne – Laon – Reims – Arcis-sur-Aube – Fère-Champenoise – Saint-Dizier – Claye –  Paris
Sommerfeldzug von 1815

Quatre-Bras – Ligny – Waterloo – Wavre – Paris
Die Schlacht bei Craonne war eine Schlacht des Winterfeldzuges 1814 der Befreiungskriege. Sie fand statt am 7. März 1814 auf dem Chemin des Dames in der Picardie in Frankreich. An diesem Tage griff die französische Armee unter Napoléon Bonaparte die Infanterie des russischen Korps Wintzingerode unter Fürst Woronzow an. Aufgrund der zügellosen Rücksichtslosigkeit, mit der Napoléon seine Truppen gegen die gut gesicherten Stellungen der Russen anstürmen ließ, ergab sich die verlustreichste Schlacht des gesamten Feldzuges. Die beteiligten russischen Truppen gehörten zur „Schlesischen Armee“ der 6. Koalition, die unter dem Befehl von Feldmarschall Blücher stand. Blücher und sein Generalstab unter Gneisenau planten an diesem Tage, die Napoleonische Armee mit der Kavallerie der russischen Korps Wintzingerode und dem preußischen Korps Kleist im Osten zu umgehen und einzuschließen. Dieser Plan misslang aufgrund von Mängeln in der Planung und Ausführung vollkommen. Die russische Infanterie unter Woronzow musste sich am späten Nachmittag nach Nord-Westen zurückziehen, die gesamte „Schlesische Armee“ retirierte nach Laon.

## Die Topografie des Gefechtsfeldes

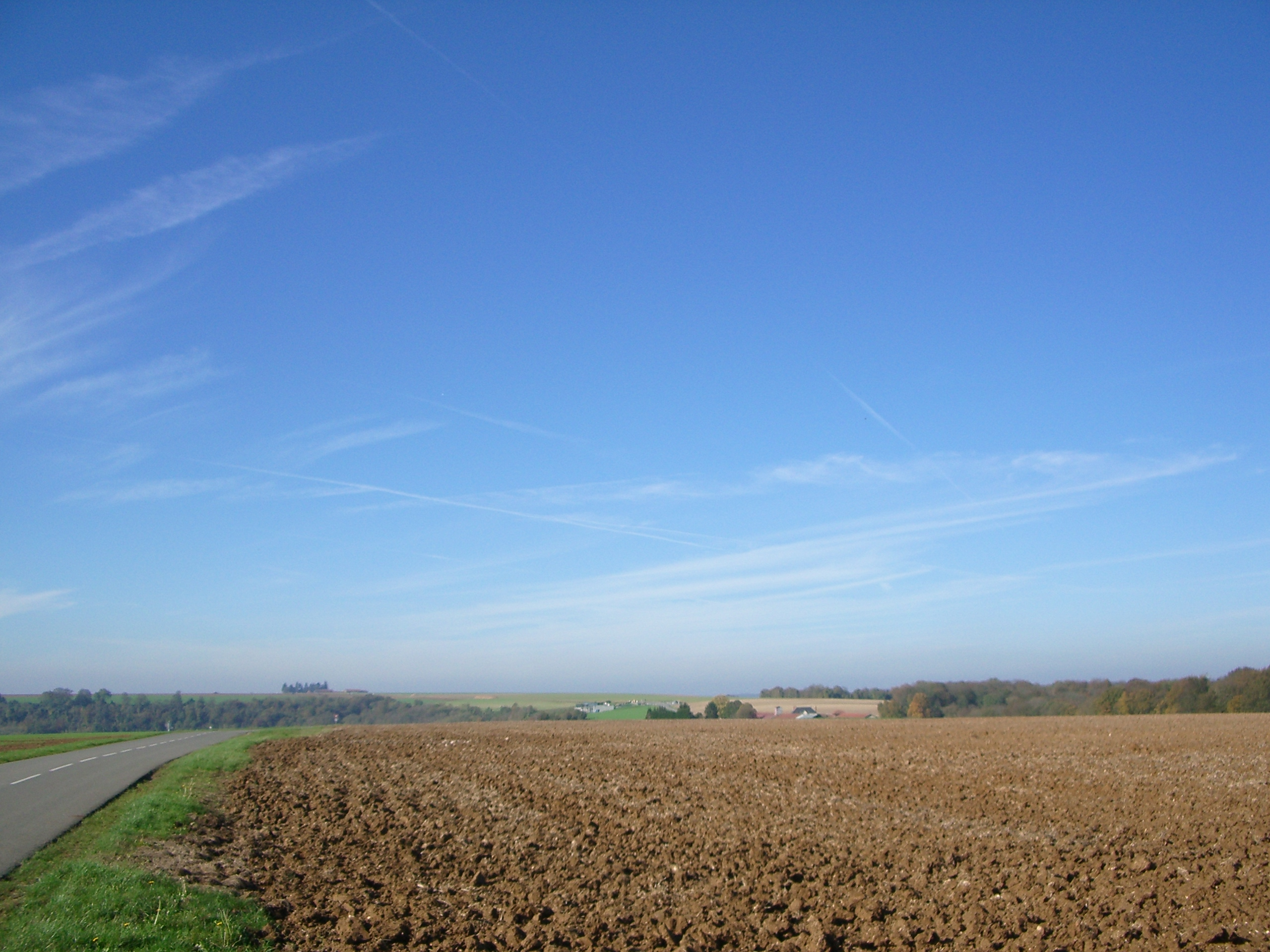
Das „Plateau du Chemin des Dames“ oder
„Plateau von Craonne“

Zwischen den Flüssen Aisne im Süden und Ailette im Norden erhebt sich ein Hochplateau, das im Osten bis an eine gedachte Linie von dem Ort Berry-au-Bac an der Aisne über Corbeny nach Laon reicht, und im Westen durch eine Linie von Soissons über Chavignon nach Laon begrenzt wird. Im Norden fällt das Plateau steil zum Tal der Ailette ab, im Süden sehr steil ins Tal der Aisne. Von Norden ist der Aufstieg beschwerlich, von Süden nur in den wenigen schluchtartigen Tälern möglich. Im Osten und Westen hingegen klingt das Plateau eher sanft aus. Die Breite in der Richtung von Süden nach Norden gemessen schwankt zwischen mehreren und nur sehr wenigen Kilometern. Die schmalste Stelle befindet sich etwa bei dem heutigen Ort Braye. Dokumente des Jahres 1814 erwähnen, dass das Plateau damals unbewaldet war und nur sehr wenige feste Häuser darauf standen.
Viele Orte, die in den Zeugnissen aus dem Jahre 1814 erwähnt werden, gibt es heute nicht mehr, da die Region im Jahre 1917 in der Schlacht an der Aisne vollkommen zerstört wurde und vieles nicht wieder aufgebaut wurde. Dies gilt auch für das Dorf Craonne aus dem Jahre 1814, das heute nur noch als Gedenkstätte existiert. Der neue Ort Craonne liegt weiter südlich.
Von Süden nach Norden gab es im Jahre 1814 keine befahrbaren Wege, die über das Plateau führten. Von Osten nach Westen gab es, so wie heute, genau eine Straße mit dem Namen „Chemin des Dames“, die über das Plateau führte. Im Osten begann sie beim alten Craonne des Jahres 1814, im Westen endete sie bei einer Herberge mit dem Namen „Ange-Gardien“, die es schon lange nicht mehr gibt.
Die Orte auf dem Plateau von Westen nach Osten aufgezählt waren: Das Hofgut Froidemont, Braye-en-Laonnois, Cerny-en-Laonnois und das Hofgut Hurtebise. Am Nordrand des Plateaus lagen – wieder von West nach Ost: Filain, Chevregny, Neuville, Ailette, Bouconville und das Kloster Vauclair. Insbesondere das Dorf Ailles aus dem Jahre 1814 gibt es nicht mehr. Am östlichen Südrand waren die Orte Paissy sowie Vassogne und Oulches im Vallée Foulon für den Gefechtsverlauf wichtig.
Nachfolgend wird die Hochebene als „Plateau“ oder „Plateau von Craonne“ bezeichnet. Die Bezeichnung „Chemin des Dames“ bezieht sich hier auf die Straße über das Plateau.

## Wie es dazu kam

### Die Bewegungen der napoleonischen Truppen
Am 4. März 1814 gegen Mittag erreichte Napoleon mit seinen Truppen den Ort Fismes an der Vesle, an der Straße von Soissons nach Reims etwa auf halbem Wege zwischen den beiden Städten. Die Beweglichkeit entlang der großen Straße nutzend, sandte der französische Kaiser über Nacht ein Truppenkontingent nach Reims, das dort um 5:00 morgens des nächsten Tages, also am 5. März 1814, eintraf und nach einem kurzen Gefecht vor den Stadttoren die in Reims verbliebenen russischen Soldaten vertrieb oder gefangen nahm. Insgesamt standen an diesem Tage noch vier russische Bataillone in Reims.
Um 2:00 morgens am 5. März 1814 sandte Napoleon Kavallerie in die entgegengesetzte Richtung, die noch vor Braine auf etwa 1.000 Kosaken unter General Tschernyschow traf. Die Kosaken flüchteten sich vor der Übermacht nordwärts nach Vailly-sur-Aisne.
Die wesentliche Aktion des 5. März 1814 war aber, dass ein starkes Kontingent der französischen Garde-Kavallerie zusammen mit anderen Reitern, insbesondere polnischen Ulanen, nach Nord-Osten auf Berry-au-Bac an der Aisne vorging. Dort stand die nächste, für den Übergang einer ganzen Armee geeignete Brücke, die allerdings von ein paar hundert Mann russischer Truppen bewacht wurde. Die polnischen Ulanen griffen die Brücke in einer Par-force-Attacke an, so dass die Russen in Panik davonliefen. Die russischen Geschütze fielen in die Hände der Franzosen und 300 Russen gerieten in Gefangenschaft. Wenn die Russen Vorkehrungen getroffen hatten, die Brücke zu zerstören, so gelang ihnen dies jedenfalls nicht mehr.
Der französischen Kavallerie folgte noch am gleichen Tage die 1. Division der Alten Garde, überschritt die Aisne und sicherte das Gelände nördlich der Brücke. Napoleon verbrachte die Nacht vom 5. auf den 6. März 1814 bereits in Berry-au-Bac und ging gegen Mittag des 6. März 1814 selbst über den Fluss. Bis in den 7. März 1814 hinein zog sich der Übergang der napoleonischen Armee über die Aisne hin. Napoleon führte fast genau 30.000 Mann über den Fluss, die dann zunächst auf der Straße nach Laon weiterzogen.
Die Wege von Fismes nach Berry-au-Bac waren im Winter schlecht und beschwerlich zu begehen. Durch die Gewinnung der Brücke in Berry-au-Bac gelang es aber, die Aisne schnell zu überschreiten und die „Schlesische Armee“ nun aus einer Richtung zu bedrohen, aus der Blücher dies nicht erwartet hatte.

### Der Angriff auf Soissons
Die Korps der französischen Marschalle Marmont und Mortier befanden sich am 4. März 1814 in Hartennes-et-Taux 13 Kilometer südlich von Soissons. Auf Befehl Napoleons marschierten sie am 5. März 1814 um 6:00 Uhr morgens nach Soissons ab und griffen sofort nach ihrem Eintreffen dort die Stadt und ihre nunmehr russische Besatzung an.
Die „Schlesische Armee“ hatte sich nach dem Übergang über die Aisne am 3. und 4. März 1814 sofort nördlich der Stadt Soissons entlang der Straße nach Laon verteilt. Dies war auch deshalb erforderlich, da man in Soissons keine zureichenden Mengen an Lebensmitteln gefunden hatte. In der Stadt verblieb eine Besatzung von 5.000 russischen Soldaten des Korps Langeron. Der Rest des Korps stand zur Unterstützung unmittelbar nördlich der Stadt.
Die anrückenden Franzosen wurden zunächst aus Osten von Missy-sur-Aisne her mit Artillerie beschossen, brachten aber dessen ungeachtet bis Mittag 30 eigene Geschütze südlich der Stadt in Stellung und beschossen mit diesen die nächstgelegenen Stadtteile. Durch den Beschuss gerieten Teile der Stadt im Laufe des Tages in Brand. Um 15:00 Uhr nachmittags gelang es Truppen beider französischer Korps entlang der „Route de Paris“ und der „Avenue de Reims“ in die Stadt einzudringen und sich dort festzusetzen. Sie drangen in Häuser ein, deckten die Dächer ab und schossen über die Mauern hinweg auf die Russen. Wo es sich anbot, zogen sie auch Geschütze an Seilen in die obersten Stockwerke solcher Häuser und schossen dann aus größerer Höhe auf und über die Wälle der Stadt. Der Kampf wurde sehr verbissen geführt, ebbte erst in der Dämmerung ab, hielt aber insbesondere im Westen bis in die Nacht hinein an. Beide Seiten erlitten Verluste von mehr als 1000 Mann.
Am nächsten Tag, dem 6. März 1814, lebten die Kämpfe am frühen Morgen wieder auf, jedoch nur für kurze Zeit; dann setzten sich die französischen Korps auf der Straße nach Reims ab. Auf dieser marschierten sie zunächst bis Fismes und von dort in nordöstlicher Richtung nach Berry-au-Bac. Während das Korps Mortier dort die Aisne überschritt und am 7. März 1814 nachmittags Napoleons Armee in der Schlacht von Craonne unterstützte, verweilte das Korps Marmont am 7. März 1814 in Berry-au-Bac und wartete auf 4.000 Mann Verstärkung unter dem Kommando von General Arrighi. Als diese endlich eintrafen, wusste Marschall Marmont, warum er so lange hatte warten müssen: Unter ihnen waren Matrosen der Marine, die von der Küste kamen und noch nie in ihrem Leben eine so lange Strecke zu Fuß gelaufen waren.

### Die Bewegungen der „Schlesischen Armee“

#### Samstag, der 5. März 1814

Karte der Region von Soissons, Laon und Reims

Nach dem Übergang über die Aisne bei Soissons lagerte die „Schlesische Armee“ in der Nacht auf den 5. März 1814 nördlich der Stadt Soissons. Blücher selbst und sein Stab verbrachten diese Nacht nicht in Soissons, sondern bereits in Chavignon an der Straße nach Laon, 16 km südlich von Laon und 19 km nördlich von Soissons. Für den 5. März 1814 hatte Blücher in seinen Tagesdispositionen angeordnet, dass das Korps Bülow das Nordufer der Aisne westlich von Soissons bis zu dem Ort Fontenoy zu beobachten und sichern hätte. Auf der östlichen Seite wurde das Korps Sacken eingesetzt, um das Nordufer der Aisne bis Vailly zu sichern. Das Korps Wintzingerode aber wurde angewiesen, auf das Plateau von Craonne hinauf zu gehen, den Südrand zu sichern und die weite Sicht von der Höhe zur Aufklärung zu nutzen. Die Vorhut sollte bis Braye vorgehen, die Kavallerie noch darüber hinaus.
Blücher erfuhr am 5. März 1814, dass napoleonische Truppen entlang der Straße von Soissons nach Fismes gesehen worden waren. Kuriere, die am Vortage an die Böhmische Armee abgesandt worden waren, kehrten unverrichteter Dinge wieder zurück, da sie keinen Weg durch die französischen Truppen gefunden hatten. Sie berichteten, dass Reims bereits von den Franzosen besetzt sei.
Die Kosaken unter Tettenborn, die noch südlich von Reims operierten, griffen an diesem Tage in Sichtweite von Reims ein französisches Dragoner-Regiment an, mussten sich dann aber weiter nach Süden zurückziehen und konnten keinen Kurier an Blücher durchbringen. Von anderen Kosakenpulks, die auch südlich der Aisne umher streiften, kamen noch keine klaren Berichte. Am Abend traf eine Nachricht aus Laon ein, dort seien französische Reiter in der Verfolgung von flüchtenden Kosaken aufgetaucht.
Es ist davon auszugehen, dass Blücher und sein Generalstab noch nicht mit Gewissheit wussten, dass die napoleonische Armee bereits über die Brücke in Berry-au-Bac zog, als er die Dispositionen für den nächsten Tag ausgab.
An diesem Tage hatte Blücher das Kommando über eine Armee von solcher Größe, wie er sie bisher noch nie zu befehligen hatte. Die Mannschaftsstärke der Korps betrug:
| Korps Kommandant | Korpsstärke |
| ---------------- | ----------- |
| Yorck            | 13.500      |
| Kleist           | 10.600      |
| Bülow            | 16.900      |
| Langeron         | 25.900      |
| Sacken           | 13.700      |
| Wintzingerode    | 30.000      |
| Summe            | 110.600     |

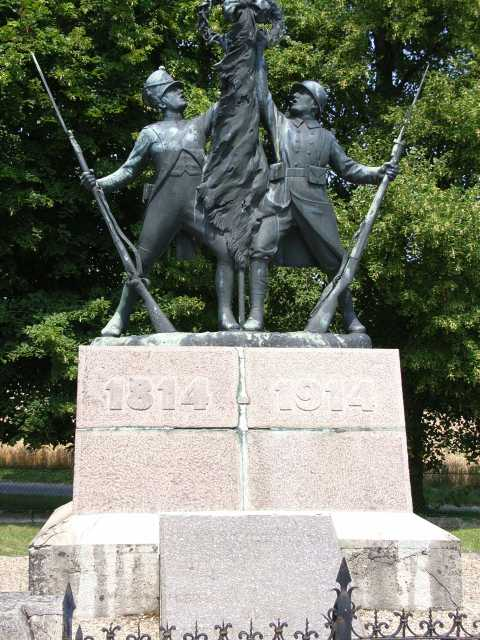
Denkmal für die Gefallenen der Kriege 1814 und 1914 bei Hurtebise auf dem Plateau von Craonne

Die Gesamtstärke betrug also etwa 110.600 Mann, darunter etwa 20.000 Reiter. Es standen ungefähr 500 Geschütze zur Verfügung. Das Verhältnis von Russen zu Preußen betrug 7:4.

#### Der Zug der Kosaken unter Tschernyschow
Noch am Freitag, den 4. März 1814, als die „Schlesische Armee“ noch die Aisne bei Soissons überschritt, ordnete Blücher den General Tschernyschow des Korps Wintzingerode ab, um südlich der Aisne an der Straße nach Reims entlang der Vesle Erkundungen durchzuführen. Bei Braine griffen die Kosaken einige Quartiermacher der napoleonischen Armee auf, von denen sie erfuhren, dass Napoléon persönlich mit seiner Armee im Süden heran zöge. Etwas weiter vor Fismes wurden die Kosaken aber am Morgen des nächsten Tages (5. März 1814) von starken Verbänden französischer Reiterei angegriffen und mussten sich eiligst nach Vailly an der Aisne zurückziehen. Die Brücke dort fanden sie in einem erbärmlichen Zustand und mussten diese erst behelfsmäßig instand setzen, ehe sie sich auf das Nordufer in Sicherheit bringen konnten. Am 5. März 1814 um 19:00 Uhr abends sandte Tschernyschow einen Bericht an Wintzingerode, der diesen um Mitternacht an Blücher weiterleitete ergänzt um den Vorschlag, Tschernyschow mit der weiteren Aufklärung entlang der Aisne nach Osten bis Pontavert zu beauftragen. Tschernyschow und seine Kosaken übernahmen diese Aufgabe und befanden sich am Morgen des 6. März 1814 zwischen Pontavert und der Straße von Berry-au-Bac über Corbeny nach Laon. Dort beobachteten sie die napoleonischen Truppen, die nach dem Übergang über die Aisne in Berry-au-Bac zunächst auf dieser Straße nach Norden zogen. Tschernyschow befahl seinen Kosaken, die französischen Truppen mit der verfügbaren Artillerie zu beschießen, und diese erlitten dadurch deutliche Verluste. Dies war für Napoleon Anlass, das Gelände westlich der Straße bis Craonne besetzen zu lassen. Dort aber trafen seine Truppen auf die Vorhut der Infanterie unter Woronzow, und es kam zum Gefecht um Craonne zwischen Russen und Franzosen. Dadurch erhielt Napoleon Gewissheit über die starke Präsenz feindlicher Truppen auf dem Plateau von Craonne und entschloss sich, am nächsten Morgen diese Truppen anzugreifen.

### Blüchers Dispositionen für Sonntag, den 6. März 1814
Der Tagesbefehl Blüchers für den 6. März 1814 ist datiert vom Vorabend. Blücher ordnete darin für den 6. März 1814 die Aufstellung der Korps auf dem Plateau von Craonne an: Am weitesten östlich sollte sich das Korps Wintzingerode zwischen Braye und Cerny positionieren, dahinter die verfügbaren Truppen des Korps Sacken, dahinter wieder die verbliebenen Teile des Korps Langeron, dann das Korps Kleist, östlich davon das Korps Yorck. Nur das Korps Bülow sollte noch an der Straße von Soissons nach Laon stehen bleiben. Diese Aufstellung sollte ab 7:00 Uhr morgens am 6. März 1814 eingenommen werden. In dieser Disposition waren keine Truppen vorgesehen, die den Teil des Plateaus östlich von Cerny zu besetzen hätten.
In der Literatur wurde diese Disposition Blüchers kritisiert. Der Tenor der Kritik war folgender: Sobald die Korps auf dem Plateau von Craonne in Stellung gegangen waren, wurden sie unbeweglich, da es keine Wege nach Norden oder Süden gab, die für die Bewegung großer Truppenkontingente geeignet waren. Es bleibt auch die Frage stehen, warum Blücher fast 20.000 Pferde auf das Plateau sandte, das wegen seiner Engen für die Kavallerie wenig geeignet war.
Erst nach Mitternacht am 6. März 1814 erreicht Blücher ein Bericht Wintzingerodes, dem wiederum der Bericht Tschernyschows und ein weiterer von Woronzow beilagen. Woronzow befehligte die Infanterie des Korps Wintzingerode und hatte von den Kosaken, die aus Berry-au-Bac geflüchtet waren, erfahren, dass die französische Armee bei Berry-au-Bac die Aisne überschritt. Korrekt gab er an, dass feindliche Truppen bereits zwischen Berry-au-Bac und Corbeny stünden, und schlug vor, die Infanterie des Korps Wintzingerode weiter vorzuschieben in Stellungen zwischen Craonne und dem Gut Hurtebise. Diese Bewegung sollte in dem vorgeschlagenen Umfang nicht mehr erfolgen.

### Sonntag, der 6. März 1814
Blücher befand sich mit seinem Stabe an diesem Tage in dem Gutshof Froidemont auf dem Plateau. Dort erhielt er gegen Mittag die Meldung, dass starke französische Verbände sich von Berry-au-Bac nach Norden auf Corbeny zubewegten. Um 14:00 Uhr erließ er daher den Befehl an alle Korps, sich nach Osten auf Craonne in Bewegung zu setzen. Blücher selbst eilte nach Osten, um die weiteren Maßnahmen einzuleiten. Er fand die Infanterie des Korps Wintzingerode unter Woronzow am weitesten im Osten, aber noch auf dem Plateau stehend vor. Blücher erfuhr hier, dass Craonne bereits von den Franzosen besetzt sei. Ein weiteres Vorrücken nach Osten war damit nicht mehr möglich, die Gelegenheit für eine Schlacht auf dem günstigen Terrain östlich von Craonne und südlich von Corbeny verstrichen. Woronzow hatte ohne konkreten Befehl die Initiative verloren. Überdies war er untertags vom Pferd gefallen, hatte noch einen Huftritt von seinem Reittier erhalten und konnte seine Befehle nur noch liegend von einem Feldbett aus erteilen.

## Die Schlacht bei Craonne am Montag, den 7. März 1814

### Das Vorgefecht am 6. März 1814

Plan der Schlacht

Als die napoleonischen Truppen am 6. März 1814 nach dem Übergang über die Aisne auf der Straße von Berry-au-Bac nach Corbeny aus Westen unter Beschuss gerieten, befahl Napoleon den Angriff auf die feindlichen Truppen im Westen. Zwei Divisionen gingen hierauf um 16:00 nachmittags vor, die erste direkt gegen Craonne, die zweite weiter nördlich auf der Straße nach Bouconville.
Craonne, das nur von zwei russischen Jäger-Regimentern besetzt war, konnte nicht gehalten werden. Die Jäger zogen sich nach wiederholten heftigen Bajonett-Angriffen unter Verlust von 400 Mann auf das Plateau zurück.
Die zweite französische Division erreichte Bouconville, von wo ein schlechter Weg an der Abtei Vauclair vorbei zum Gutshof Hurtebiese auf dem Plateau führte. Die Franzosen versuchten über diesen Weg auf das Plateau vorzudringen, wurden aber von russischen Infanteristen in der Mannstärke einer Brigade und mehr mit dem Bajonett angegriffen und mussten sich zunächst nach Bouconville zurückziehen, wo sie auch während der Nacht blieben. Als die Dämmerung hereinbrach, hatten die napoleonischen Truppen das gesamte Terrain östlich des Plateaus, Corbeny, Craonne und Bouconeville fest in ihrer Hand. Napoleon verbrachte die Nacht in Corbeny.
Tschernyschows Kosaken war es gelungen, sich auf das Plateau zu retten, um den Preis, dass sich südöstlich desselben keine Truppen der „Schlesischen Armee“ mehr befanden und die Franzosen am nächsten Morgen ohne Widerstand das Ufer der Aisne südlich des Hofguts Hurtebise besetzen konnten. Tschernyschows Kosaken kämpften am nächsten Tage zum Teil an der Seite der Infanteristen Woronzows, zum Teil irrten sie gemeinsam mit der Kavallerie Wintzingerodes umher.

### Die Wege der Kavallerie unter Wintzingerode
Um 18:00 Uhr abends am 6. März 1814 befahl Blücher seinem General Wintzingerode mit der Hälfte der gesamten Kavallerie und 60 Geschützen der berittenen Artillerie das „Plateau von Craonne“ nach Norden hin zu verlassen, jenseits der Ailette nach Osten bis zur Straße von Berry-au-Bac nach Laon zu ziehen und entlang dieser nach Süden vorangehend Napoléons Armee zu umgehen und anzugreifen. General Wintzingerode und alle anderen betroffenen Generale erhielten diesen Befehl noch am selben Abend und es war jedem von ihnen klar, dass Blücher erwartete, dass die bevorstehende Nacht zur Ausführung zu nutzen sei.
Blücher selbst verbrachte die Nacht in Braye. Als er am nächsten Morgen gegen 9:00 Uhr zur Front im Osten begeben wollte, wurde ihm gemeldet, dass sich die Kavallerie unter Wintzingerode noch bei Chevregny im Tal der Ailette befand, also noch 24 km von Corbeny und 16 km von Festieux entfernt. Da damit sein Plan für diesen Tage gefährdet war, rief Blücher den dienstältesten der Befehlshaber auf dem Plateau, den General Sacken, zu sich, übergab diesem das Kommando über alle Truppen auf dem Plateau, befahl dem Korps Kleist den sofortigen Abmarsch über die Ailette nach Festieux mit dem weiteren Ziel Corbeny. Um 11:00 Uhr begab er sich persönlich nach Chevregny, um die Leitung der Kavallerie selbst zu übernehmen. So kam es, dass in den Stunden der blutigsten Schlacht des Feldzuges der Feldmarschall Blücher durch die Picardie irrte und Truppen suchte, die ihm abhandengekommen zu sein schienen. Um 14:00 Uhr fand Blücher den General Wintzingerode bei Bryères knapp südlich von Laon weitab vom Kampfgeschehen, das an diesem Tage nicht mehr zu erreichen war. Von dort sandte Blücher einen Kurier an Sacken mit der Order, sich mit allen Truppen nach Westen vom Plateau zurückzuziehen, Soissons aufzugeben, da dieser Ort dann nicht mehr zu halten war, und nach Laon zu marschieren. Diese Order erreicht Sacken um 15:00 Uhr; er gab sie sofort an Woronzow weiter.
Wintzingerode war um Erklärungen für seine weiten Umwege nicht verlegen und verteidigte sein Verhalten geschickt:
- Zunächst konnte er darauf verweisen, dass Blücher und sein Generalstab in ihrem Befehl vom 6. März 18:00 Uhr selbst das kleine Dorf Filain als den Ort bestimmt hatten, an dem sich alle „kommandierenden Offiziere beim General Wintzingerode zu melden haben“.[17] Daran war auch Wintzingerode gebunden. Filain liegt aber so weit im Westen des Plateaus, dass sich von dort nur der Übergang über die Ailette bei Chevregny anbot.
- Weiter war zu berichten, dass es sich in der Nacht vielfach unmöglich war, Pferde auf den engen, schwierigen Pfaden zur Ailette hinunterzuführen. Große Truppenteile mussten bis zur Morgendämmerung warten, bis sie sich auf den Weg machen konnten.[18]
- Dann erwies sich der Übergang über den Fluss bei Chevregny als ungeeignet für die Geschütze. Diese konnten nicht rollend hinübergebracht werden, sondern mussten zerlegt hinübergetragen werden. Ein enormer Aufwand, der Stunden kostete.[12]
- Als Nächstes stellte sich heraus, dass es von Chevregny keinen direkten Weg nach Osten zur Straße von Berry-au-Bac nach Laon gab. Die Kavallerie musste weit nach Norden gehen, um diese Straße zu erreichen. Allerdings machte sie hierbei noch einen Umweg, so dass sie fast 20 km von Chevregny bis Festieux zurücklegte.
- Zuletzt konnte Wintzingerode darauf verweisen, dass man die Fütterungszeiten für die Pferde nicht beachtet hatte. Ein guter Kavallerist lässt aber sein Tier nicht hungern.[19][20]

Das Korps Kleist, das 14 Stunden nach der Kavallerie aufgebrochen war, bei Neuville über die Ailette ging und über Martigny weiter zog, erreichte Festieux um 16:00 Uhr, als die Russen bereits auf dem Rückzug vom Plateau waren. Das Korps griff nicht mehr in das Kampfgeschehen ein, sondern ging nach Laon zurück. Wintzingerode und die Kavallerie trafen erst einige Stunden später in Festieux ein.

### Der erste Angriff der Franzosen (7. März 1814, 10:00 Uhr)
In der Nacht vom 6. auf den 7. März 1814 herrschte in der Picardie kräftiger Nachtfrost. Auf dem baumlosen Plateau von Craonne froren 100.000 Männer der „Schlesischen Armee“ erbärmlich in der Kälte der Nacht. Am Morgen des 7. März 1814 befahl Napoleon den Angriff auf das Plateau von Craonne. Napoleon hatte die folgenden Truppen zu seiner Disposition:
| Einheit                                                 | Truppenstärke | Bemerkungen  |
| ------------------------------------------------------- | ------------- | ------------ |
| Spanische Brigade unter Boyer                           | 1.900         |              |
| 1. Division der alten Garde unter Friant                | 3.800         |              |
| Division Boyer de Reval der Jungen Garde                | 3.800         |              |
| Division Meunier der Jungen Garde                       | 900           |              |
| Division Curial der Jungen Garde                        | 1.000         |              |
| Division Charpentier der Jungen Garde                   | 3.600         | ab 14:00 Uhr |
| Division Christiani unter Mortier                       | 3.800         | ab 15:00 Uhr |
| Division Poret de Morvan unter Mortier                  | 4.800         | ab 15:00 Uhr |
| Kavallerie – Division Roussel d’Hurbal unter Grouchy    | 2.200         |              |
| Kavallerie – Division Laferrière-Lévèsque unter Grouchy | 1.250         | ab 14:00 Uhr |
| Kavallerie – Division Colbert unter Mortier             | 1.100         | ab 15:00 Uhr |
| Garde – Kavallerie – Division Excelmans unter Nansouty  | 1.350         |              |
| Garde – Kavallerie – Division Pac unter Nansouty        | 450           |              |

Direkt von Craonne hinauf zum Hofgut Hurtebise sollten die Truppen unter Marschall Victor angreifen, der am Morgen zunächst nur über 7.600 Mann Infanterie und 3.450 Reiter verfügte. Von Norden sollten die Truppen unter dem Befehl von Marschall Ney angreifen, der über etwa 3.750 Mann verfügte. Von Süden sollte die Gardekavallerie unter General Nansouty mit 1.800 Reitern zum Plateau aufsteigen. Letzteres erwies sich als schwieriges Unterfangen, da sich außer einem schlechten, kaum befahrbaren Weg von Vasogne durch das Vallée Foulon nur Fußpfade auf das Plateau hinauf führten. Die Truppe kam nur langsam voran; in einer Reihe musste Pferd hinter Pferd geführt werden. Geschütze konnten sie nicht mit hinaufbringen. Soweit es das Gelände hier betraf, mag Napoléon von Einheimischen, die sich in großer Zahl andienten, falsch beraten worden sein.
Der Boden war am Morgen leicht gefroren, darunter aber aufgeweicht; die Pferde durchbrachen die Frostschicht, hatten schlechten Halt und konnten nur mit Mühe die Geschütze von Craonne zur Höhe hinaufziehen.

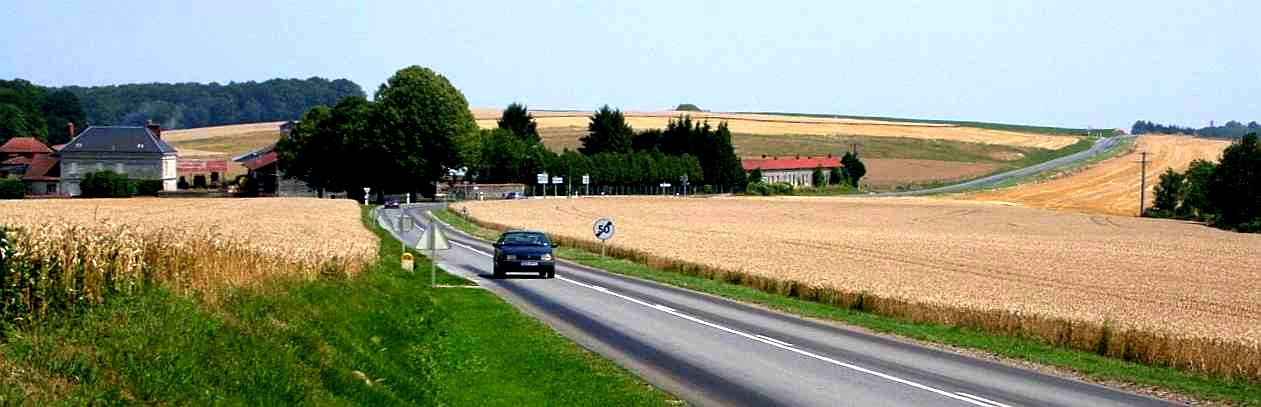
Das Gut Hurtebise auf dem Plateau von Craone

Bei dem Hofgut Hurtebise hat das Plateau sowohl eine Verengung als auch einen Einschnitt. 1000 Meter westlich davon, auf ansteigendem Hanggelände etwa auf Höhe der Dörfer Ailette im Norden und Paissy im Süden, hatte Woronzow Infanterie und Artillerie in drei Treffen massiert aufgestellt. Im ersten Treffen standen 14 Bataillone, im zweiten, 600 Meter dahinter, 10 Bataillone, 800 Meter weiter 9 Bataillone. Im Süden auf Vassogne hin standen eine Kavallerie-Brigade Husaren und 4 Kosaken-Regimenter. Dies war die gesamte Kavallerie, über die Woronzow noch verfügte. 12 Geschütze waren südwärts auf das schluchtartige Vallée Foulon gerichtet, 18 weitere nordwärts auf den ebenso steilen Anstieg von dem Dorf Ailles, 36 Geschütze standen im Zentrum, 20 standen in Reserve zwischen dem 2. und 3. Treffen. Das Dorf Ailles selbst war von den Russen besetzt worden, und den Anstieg von dort sicherten Truppen in der Stärke von mehr als 2 Bataillonen. Die dorthin gerichteten Geschütze waren so positioniert, dass sie sowohl das Dorf selbst, als auch seine unmittelbare Umgebung unter Beschuss nehmen konnten. Das Hofgut Hurtebise war von 800 Russen besetzt.
Eine halbe Stunde Fußmarsch weiter westlich stand das Korps Sacken in drei Treffen bereit. Die Aufstellung dieses Korps reichte bis Braye zurück. Das Korps Sacken hatte noch 4.000 Mann Kavallerie zur Disposition, die in vorgeschobener Position zur Unterstützung Woronzows bereitstanden.
Noch weiter im Westen, bei dem Hofgut Froidemont stand das Korps Langeron bereit.
Um 10:00 Uhr übermannte Napoléon die Ungeduld. Er ließ auf mehr als 2.000 Meter Entfernung das Geschützfeuer auf die Russen eröffnen. Die Russen erwiderten das Feuer, beide Seiten richteten aber wenig Schaden an, da die Entfernung noch zu groß war. Dennoch hatte die Kanonade einen bedeutenden Effekt: Marschall Ney im Norden bei Bouconville vernahm den Donner der Geschütze und befahl sofort den Angriff auf das Plateau entlang des Weges, der über das Dorf Ailles hinauf führte: Die „spanische Brigade“ rückte direkt auf das Dorf Ailles vor, die Divisionen Meunier und Curial umgingen das Dorf und stiegen noch im Schutze des Hangwaldes steil bergauf. Sie wurden bald von den Russen bemerkt, unter Beschuss von Gewehr und Geschütz erreichten sie zwar den Rand des Plateaus, konnten sich dort aber nicht halten und zogen sich wieder bis in den Wald zurück.
Den ersten Erfolg hatten die napoleonischen Truppen, als die Division Boyer de Rebeval der „Jungen Garde“ sich anschickte, das Hofgut Hurtebise im Norden zu umgehen. Um nicht von Gros der eigenen Truppen abgeschnitten zu werden, steckte die russische Besatzung die Gebäude im Brand und zog sich dann zurück. Der dichte Rauch des Brandes begünstigte die Franzosen, die weiter vorrücken konnten, um eine Linie mit den wieder von Ailles heraufgestiegenen Truppen zu bilden. Es gelang ihnen auch, 12 Geschütze gegen die Russen in Stellung zu bringen. Nun zeigte es sich aber, dass diese Division der „Jungen Garde“ fast ausnahmslos aus Rekruten bestand. Ihre Artilleristen waren ungenügend ausgebildet und ihre Geschütze zeigten wenig Wirkung gegen die gut geschulte russische Artillerie. Die Franzosen verharrten in zäher Verbissenheit und erlitten hohe Verluste. Die Vernichtung dieser Division verhinderten zwei Ereignisse: Zum ersten gelangten die Geschütze zweier Brigaden der Garde-Artillerie nach vorne und brachten Entlastung, zum anderen sandte Grouchy eine Dragoner-Brigade der Division Roussel ins Gefecht, die den Schutz des Waldrandes geschickt nutzend, 12 russische Geschütze eroberten. Dieser Erfolg war aber von kurzer Dauer: als zwei russische Infanterie-Regimenter zum Bajonett-Angriff antraten, gingen die Geschütze wieder verloren. Als Woronzow zusätzlich eine Infanterie-Brigade des 3. Treffens gegen die Dragoner antreten ließ, flohen diese und rissen die nächststehenden französischen Infanteristen mit sich. Panik brach unter den Franzosen aus und auch Marschall Neys Männer stürzten den Hang hinunter zum rettenden Wald, während ihr Marschall mit dem Säbel um sich schlagend versuchte, wieder Ordnung herzustellen. Insgesamt musste Ney seine Männer an diesem Tage sechs Mal unter großen Verlusten zum Plateau hinauf treiben, bis diese sich am späten Nachmittag dort festsetzen konnten.
Im Süden hatten Nansoutys Reiter endlich die Höhe des Plateaus erreicht, vertrieben die wenigen Kosaken dort und brachten zwei russische Bataillone in Unordnung, die sich rasch zurückzogen in den Schutz einer russischen Reserve-Batterie, deren Beschuss die Franzosen zum Stehen brachte. Als nun die Russen zum Gegenangriff vorgingen, mussten die französischen Reiter zurück bis auf die Höhe von Vasogne.

### Der zweite Angriff der Franzosen (7. März 1814, 15:00 Uhr)

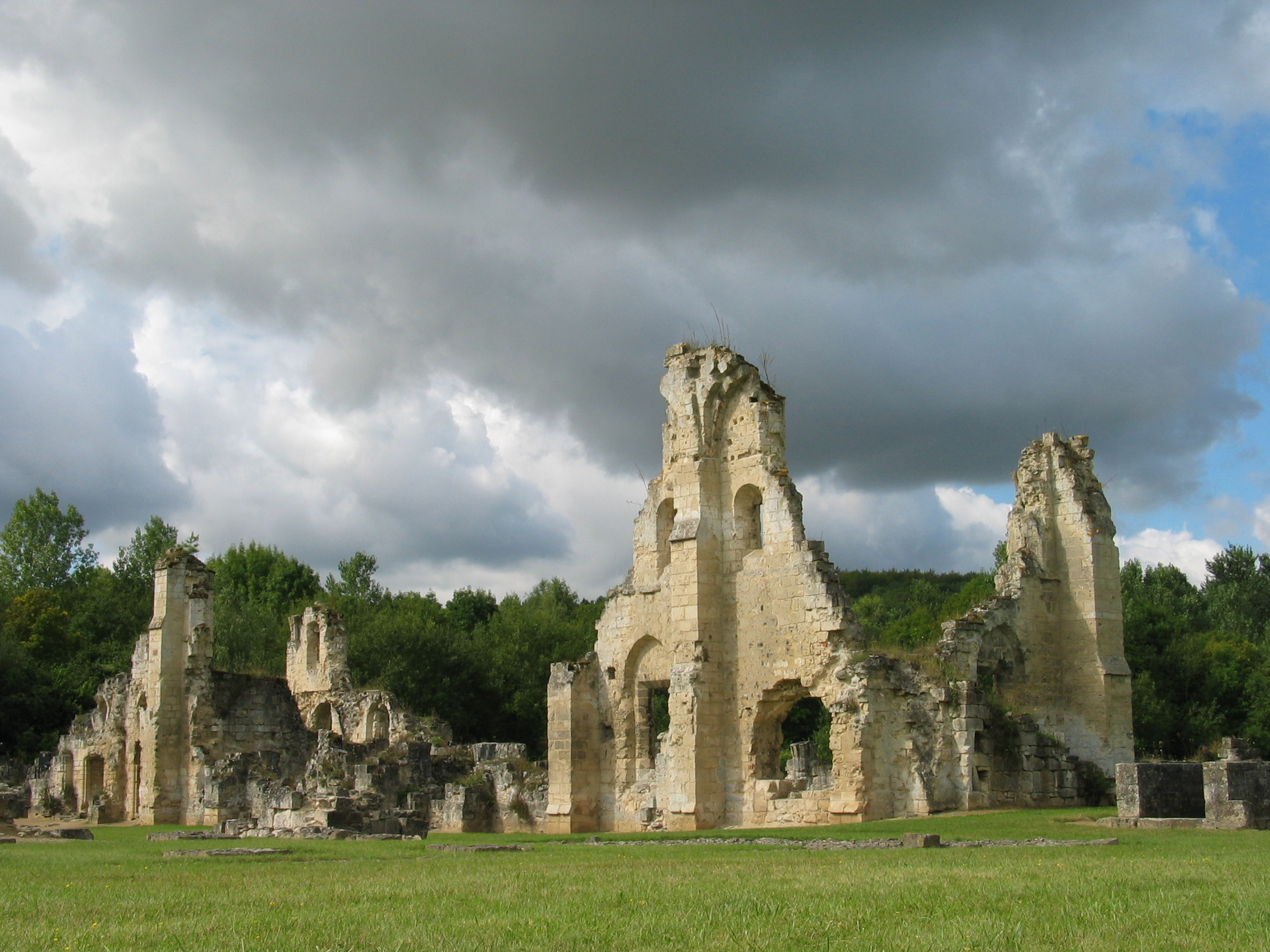
Das Kloster Vauclair unterhalb der Plateaus von Craonne nach seiner Zerstörung im Ersten Weltkrieg

Napoléon erhielt nun von allen Seiten die Anforderung weiterer Unterstützung. Zu diesem Zeitpunkt hatte er die 1. Division der „Alten Garde“ auf dem Plateau zur Disposition. Da er diese aber „mehr zu schonen pflegte als sich selbst“ wartete er, bis ab 13:00 Uhr die Infanterie-Division Charpentier, weitere Kavallerie unter Laferrière und die Reserve-Artillerie auf dem Plateau eintrafen. Laferrière unternahm mit seinen Reitern einen kühnen Angriff auf die russischen Stellungen, der schnell abgeschlagen wurde. Diese Attacke hatte aber den Artilleristen unter Drouot die Zeit gebracht, um insgesamt 72 Geschütze gegen die Russen aufzufahren und zum Einsatz zu bringen.
Weiter trafen gegen 15:00 Uhr die Divisionen Christiani und Poret de Morvan des Korps Mortier auf dem Gefechtsfeld ein. Den Befehl über die Infanterie auf dem Plateau – mit Ausnahme der „Alten Garde“ – übernahm Charpentier, der in Soissons geboren und aufgewachsen war. Napoléon meinte, er kenne das Gelände am besten.
Nansoutys Reiter erstiegen zum zweiten Mal den Rand des Plateaus von Süden. Colberts Ulanen des Korps Mortier fanden einen Saumpfad unterhalb des Südrandes des Plateaus, der es ihnen erlaubte, geschützt vor der russischen Artillerie bis zum Dorf Paissy vorzudringen.
Ein verbissener Kampf wurde über Stunden um das Dorf Ailles unterhalb des Nordrandes des Plateaus geführt. Die „Spanische Brigade“ versuchte seit dem Vormittag unter dem Artilleriebeschuss der Russen und mit großen Verlusten, dieses Dorf zu erstürmen. Das misslang wieder und wieder. Die Russen hingegen fanden noch Gelegenheit, neue Truppen in das Dorf hinunterzubringen. Ebenso gelang es ihnen, zusätzliche Geschütze vom Plateau herabzuschaffen und in Ailles in Stellung zu bringen. Erst am Nachmittag, als den Russen im Ort die Munition ausging, konnten sich die napoleonischen Truppen hier durchsetzen und Ailles unter ihre Kontrolle bringen. Damit endete auch der Beschuss aus diesem Ort heraus auf jene französischen Truppen, die immer wieder den Aufstieg zum Südrand des Plateaus versucht hatten.
Napoléon befahl allen Truppenteilen wieder vorzurücken.

### Der Rückzug der Russen (7. März 1814, 16:00 Uhr)
Um 15:00 Uhr hatte Sacken zum ersten Mal Blüchers Befehl zum Rückzug an Woronzow übersandt. Woronzow aber wollte möglichst die Dämmerung abwarten und verhindern, dass er seine Artillerie, wenn auch zunächst nur in Teilen, aus dem Gefecht nehmen musste. Unter dem Druck der wesentlich verstärkten französischen Truppen gab er aber um 16:00 Uhr die Order zum Rückzug en échiquier. Der Rückzug erfolgte langsam und in guter Ordnung. Die Kavallerie des Korps Sacken unter Wassiltschikow unterstützte Woronzows Infanterie und hielt trotz großer Verluste – auch an Offizieren – die französische Kavallerie im weiteren Vordringen auf, ohne sie zurückwerfen zu können. Einige russische Eskadronen attackierten achtmal in einer Stunde, andere mussten immer wieder komplett zum Stehen kommen, um in dem engen Gelände Raum für die zurückgehende Infanterie zu lassen.
Westlich von Cerny hatte Sacken seine Artillerie in Stellung bringen lassen: An einem nach Osten gerichteten Hang standen 64 Geschütze in zwei Linien: In der vorderen, östlichen 36 leichte Geschütze, dahinter, auf Lücke und etwa 5 Meter höher positioniert, 28 schwere Geschütze. Nachdem die russische Infanterie die Stellung nach Westen passiert hatte, eröffneten die Geschütze das Feuer auf die nachrückenden Franzosen. Die Kanonade dauerte nur 20 Minuten, dann lagen die Haufen toter und sterbender Franzosen so hoch im Gelände, dass sie ein hinreichendes Hindernis für die danach kommenden waren; alle russischen Geschütze konnten in Ruhe und Ordnung abgefahren werden.
Bei Braye angekommen, nahm ein Teil der russischen Truppen den Weg nach Norden über Chevregny, um zu verhindern, dass die Truppen des Marschalls Ney diesen Übergang über die Ailette besetzten. Hierzu mussten sie den steilen Hang ins Flusstal hinunter. Dabei kamen die Franzosen in den Vorteil, den bisher die Russen nutzten: Sie konnten über freies Schussfeld ihre Geschütze auf die davoneilenden Feinde richten, die dadurch schwere Verluste erlitten. Erst im Tal der Ailette fanden die Russen Entlastung durch die Artillerie des Korps Langeron, das das nördliche Ufer des Flusses besetzt hatte. Der Rest der Infanterie Woronzows kam am Ende des Chemin des Dames auf die Straße nach Laon.
Napoleon beobachtete von der Höhe des Plateaus die Massen seiner Feinde, die auf der Straße nach Laon davon zogen, und hatte spätestens jetzt die Gewissheit, keineswegs gegen die gesamte „Schlesische Armee“, sondern nur gegen einen kleinen Teil derselben gekämpft zu haben. Er verbrachte die Nacht in Braye, wo Blücher die Nacht zuvor zugebracht hatte.

## Was danach geschah
Napoléon war mit dem Ergebnis der Schlacht unzufrieden. Er kam nicht umhin einzusehen, dass er 20 % seiner Mannschaft verloren hatte, Blücher nicht einmal 5 %. War die „Schlesische Armee“ zuvor gut um das Dreifache überlegen, so war sie jetzt schon um das Vierfache überlegen. Napoleons Privatsekretär François Fain notierte: 

„Nach diesem blutigen Tag mit all seinen Gefahren, umgeben von verwundeten und sterbenden Männern, zermürbt von Erschöpfung, aufgewühlt von der Ergebnislosigkeit der Schlacht, übermannte ihn das abscheuliche Grauen des Krieges und besiegte seine kämpferische Veranlagung.“

 Seinen Unmut ließ Napoléon an Wehrlosen aus und befahl, russische Kriegsgefangene zu erschießen, was auch geschah.
In der „Schlesischen Armee“ verbreiteten sich Unstimmigkeiten: Die Russen fühlten sich von der preußischen Heeresleitung schlecht geführt und um den Erfolg gebracht; die Preußen aber gaben Wintzingerode die Schuld am Misserfolg. Allen war klar, dass Blücher und sein Generalstab darin versagt hatten, Napoléons kleine Armee, die noch über die Strecke eines halben Tagesmarsches auseinandergezogen war, in günstigem Gelände mit der überlegenen Masse ihrer Truppen zur entscheidenden Schlacht zu stellen. Nur 22.000 Mann aus Blüchers Armee waren ins Gefecht gekommen, während der Rest in der Picardie herumstand oder herumirrte.
Darüber hinaus gab es Schwierigkeiten mit der Verpflegung: Das preußische Korps Bülow hatte reichlich Verpflegung aus Holland mitgebracht und dort auch noch Nachschub-Magazine angelegt, wollte aber zunächst nicht teilen. Immerhin profitierten die preußischen Soldaten der anderen Korps vom Rückzug nach Laon, denn dort waren 12.000 neue Militärstiefel aus der Heimat eingetroffen, die das auf den zurückliegenden Märschen verbrauchte Schuhzeug ersetzen konnten.
Allen blieb wenig Zeit: Schon 48 Stunden später griff Napoleon vor Laon wieder an, um auch wieder die gleiche Erfahrung wie am Tage von Craonne zu machen: Dass er sich gegen die Masse der Feinde nicht mehr durchsetzen konnte.

## Die wichtigsten Personen des Geschehens
- der französische Kaiser Napoleon Bonaparte
- der französische Marschall Édouard Adolphe Mortier
- der französische Marschall Claude-Victor Perrin gen. Victor
- der französische Marschall Michel Ney
- der französische Reitergeneral Emmanuel de Grouchy
- der französische Reitergeneral Étienne Marie Antoine Champion de Nansouty
- der französische General der Artillerie Antoine Drouot
- der preußische Marschall Gebhard Leberecht von Blücher
- der preußische General Friedrich Wilhelm Bülow von Dennewitz
- der General in russischen Diensten Ferdinand von Wintzingerode
- der General in russischen Diensten Alexandre Andrault de Langeron
- der preußische General Ludwig Yorck von Wartenburg
- der preußische General Friedrich von Kleist
- der General in russischen Diensten Fabian Gottlieb von der Osten-Sacken
- der russische General Fürst Michail Semjonowitsch Woronzow
- der russische General Fürst Alexander Iwanowitsch Tschernyschow

## Die Koordinaten der wichtigsten Orte des Geschehens
- Soissons: 49° 23′ N, 3° 20′ O
- Chavignon auf halbem Wege zwischen Soissons und Laon: 49° 28′ 45,4″ N, 3° 31′ 14,8″ O
- Vailly-sur-Aisne: 49° 24′ N, 3° 31′ O
- Pontavert 49° 24′ 12,2″ N, 3° 49′ 13,5″ O
- Froidemont: 49° 26′ 45,7″ N, 3° 35′ 53,5″ O
- Chevregny: 49° 28′ 22,9″ N, 3° 35′ 27,5″ O
- Filain: 49° 27′ 30,9″ N, 3° 33′ 25,8″ O
- Neuville: 49° 27′ 40,3″ N, 3° 41′ 47,6″ O
- Martigny: 49° 29′ 28″ N, 3° 40′ 46,4″ O
- Festieux: 49° 31′ 20,2″ N, 3° 45′ 11″ O
- Fismes an der Vesle, auf halbem Wege zwischen Soissons und Reims: 49° 18′ N, 3° 41′ O
- Braine an Vesle, auf halbem Wege zwischen Fismes und Soissons: 49° 20′ 13,3″ N, 3° 31′ 36,1″ O
- Berry-au-Bac: 49° 24′ N, 3° 54′ O
- Der Gutshof Hurtebise im östlichen Teil des Chemin des Dames: 49° 26′ 28″ N, 3° 44′ 17,2″ O
- Das Dorf Craonne am östlichen Ende des Chemin des Dames im Jahre 1814: 49° 26′ 42,1″ N, 3° 47′ 23,8″ O
- Die Herberge Ange-Gardien im Jahre 1814 am westlichen Ende des Chemin des Dames: 49° 27′ 21,1″ N, 3° 29′ 25,6″ O
- Das Dorf Foulon im Jahre 1814 im Valée Foulon am Südrand des Plateaus: 49° 26′ 4,3″ N, 3° 43′ 58″ O
- Das Dorf Vasogne im Valée Foulon: 49° 25′ 11,3″ N, 3° 43′ 46,3″ O
- Das Dorf Bouconville am Nordrand des Plateaus: 49° 27′ 56,8″ N, 3° 45′ 17,7″ O
- Vauclair: 49° 27′ 56″ N, 3° 45′ 51,7″ O
- Ailles, 1814 ein Dorf unterhalb des Nordrandes des Plateaus von Craonne: 49° 27′ 35,3″ N, 3° 43′ 28,6″ O
- Cerny: 49° 26′ 33,3″ N, 3° 40′ 2,5″ O
- Braye am Rande des Plateaus von Craonne: 49° 26′ 31,6″ N, 3° 36′ 13,3″ O
- Bryères: 49° 31′ 34,4″ N, 3° 39′ 45,2″ O
- Paissy am Südrand des Plateaus von Craonne: 49° 25′ 29,5″ N, 3° 42′ 1,4″ O

## Die Koordinaten der wichtigsten Flüsse
- Aisne, mündet in Compiégne von links in die Oise: 49° 26′ 2,7″ N, 2° 50′ 54,8″ O
- Ailette, mündet von links in die Oise: 49° 34′ 37,2″ N, 3° 9′ 42″ O
- Oise, mündet bei Paris von rechts in die Seine: 48° 59′ 9,1″ N, 2° 4′ 19,6″ O

## Ergänzungen und Einzelnachweise
1. ↑  siehe Koch
2. ↑  siehe Michailowski-Danilewski, dies sind die Truppen, die ins Gefecht kamen
3. ↑  Also etwa der Verlauf der heutigen Route National 44
4. ↑  Also etwa der Verlauf der heutigen Route National 2
5. ↑  vgl. Chandler, Campaigns ...
6. ↑  Noch heute gibt es dort keine Durchgangsstraße.
7. ↑  Der wesentlich größere Teil der Stadt liegt südlich der Aisne.
8. ↑  vgl. Damitz, Houssaye
9. ↑  vgl. Marmont 20. Buch
10. ↑  vgl. Damitz, wo der Originaltext (in Französisch) wiedergegeben ist.
11. ↑  Ein Teil des Korps stand noch am Nordufer der Aisne.
12. 1 2  vgl. z. B. Michailowski-Danilewski
13. ↑  Der Weg von Chavignon über Laon nach Corbeny beträgt 35 km, über Festieux 28 km und über den Chemin des Dames 27 km. Blücher hätte also auch die Möglichkeit gehabt, wenigstens einige Korps um das Plateau herum in die Schlacht zu senden, insbesondere, da das Korps Wintzingerode bereits auf dem Plateau stand. Am Abend des 5. März waren aber er und sein Generalstab sich noch nicht sicher, wo Napoleon die Aisne überschreiten würde
14. ↑  Die Berichte sind bei Damitz abgedruckt.
15. 1 2 3 4 5  vgl. Damitz
16. ↑  vgl. Damitz, Houssaye
17. ↑  Der Befehl ist bei Plotho wörtlich wiedergegeben.
18. 1 2 3  vgl. Beitzke
19. ↑  vgl. Müffling, Kriegsgeschehen ... und Mikhailofsky-Danilefsky, A.
20. ↑  Es war wohl wirklich so, dass sich der Generalstab des alten Husarenoffiziers Blücher keine Gedanken über die Versorgung der mehr als 10.000 Pferde gemacht hatte.
21. ↑  Die Strecke von Cerny nach Festieux über Martigny auf den alten Wegen (nicht über die neue D967) beträgt genau 14 km; von Festieux sind es noch 12,5 km bis zum alten Craonne des Jahres 1814. Diese Zahlen legen nahe, dass Blüchers Plan, der wahrscheinlich von Gneisenau stammte, durchaus sinnvoll und durchführbar gewesen ist.
22. ↑  vgl. Koch, Houssaye, Damitz, Beitzke
23. ↑  Koch und alle Autoren, die sich auf ihn beziehen, geben an, die Division Friant hätte zum Korps Mortier gehört. Alle anderen geben an, dies sei die 1. Division der Alten Garde gewesen, die schon bei Napoleon war, als er am 27. Februar Troyes verließ. Dass Truppen der Alten Garde bei Napoléon waren, ist sicher, da er diese in einem Schreiben vom Abend der Schlacht lobend erwähnt. Weiter hatte Napoleon mit Sicherheit 4 Divisionen der Jungen Garde bei sich.
Das Korps Mortier war sehr klein. Als es am 13. Februar den Auftrag erhielt, nördlich der Marne zu operieren, umfasste es nur eine Infanterie-Division. Am 28. Februar kam noch Verstärkung hinzu. Aber woher eine dritte Division hätte kommen sollen, wäre nicht zu erklären.
24. ↑  Divisionen Boyer de Rebeval, Friant und Roussel, vgl. Damitz, Houssaye
25. ↑  Das Korps Wintzingerode hatte 2 Infanterie-Divisionen. Die zweite kommandierte Stroganow. Den Oberbefehl hatte Woronzow.
26. ↑  vgl. Hussaye, Damitz, Koch
27. ↑  vgl. Damitz, Houssaye, Beitzke, Michailowski-Danilewski, Koch
28. ↑  zu dieser Zeit wurde Marschall Victor verwundet und musste das Gefecht verlassen. Boyer de Rebeval übernahm das Kommando.
29. ↑  Zu diesem Zeitpunkt wurden sowohl Grouchy als auch der Kommandierende der Dragoner Sparre verwundet und fielen aus. Die Dragoner blieben ohne Führung.
30. ↑  Zitat aus Houssaye
31. ↑  General Laferrière selbst wurde tödlich verwundet und starb noch auf dem Gefechtsfeld.
32. ↑  Nansouty wurde im Gefecht schwer verwundet und fortgebracht. Er verstarb 1815 an den Folgen der Verwundung, ohne in den Dienst zurückgekehrt zu sein.
33. ↑  Ihr Kommandant Pierre Boyer wurde hierbei verwundet und aus dem Gefecht gebracht.
34. ↑  zwei russische Generale der Kavallerie fielen.
35. ↑  vgl. Michailowski-Danilewski, Alison Chap. 24
36. ↑  ohne die Korps Mortier und Marmont, die sich auch bald wieder von ihm trennten.
37. ↑  siehe Michailowski-Danilewski, 2. Band, 1. Kapitel und Alison, Chap. 24. Michailowski-Danilewski gibt an, noch persönlich mit Zeugen dieses Verbrechens gesprochen zu haben.
38. ↑  vgl. Müffling, Das Kriegsgeschehen ...
39. ↑  vgl. Müffling.

Koordinaten: 49° 26′ 28″ N, 3° 43′ 27″ O